# إيفان ساوثول
إيفان ساوثول (بالإنجليزية: Ivan Southall) (1921 -2008م). كاتب أسترالي حقق شهرة عالمية من خلال كتبه للأطفال. حاز جائزة كتاب الطفل للأعوام 1966، 1968، 1971، 1976م ووسام كارنيجي عام 1972م، والجائزة القومية لكتاب الطفل عام 1986م، وجوائز أخرى من أوروبا واليابان وأمريكا. وتلقى وسام أستراليا عام 1981م، ومن مؤلفاته: نهاية التلال (1962م)؛ طريق الرماد (1965م)؛ إلى السماء الجامحة (1967م)؛ جحر الثعلب (1967م)؛ دع البالون ينطلق (1968م)؛ الخبز والعسل (1970م)؛ جوش (1971م)؛ فوق القمة (1972م)؛ ماتْ وجو (1973م)؛ قم بالطيران غربًا (1974م)؛ ماذا عن الغد؟ (1977م)؛ الإوزة الذهبية (1981م)؛ عيد الميلاد في الشجرة (1985م)؛ راتشيل (1986م) وغيرها.
ولد إيفان فرانسيس ساوثول في ملبورن، وكان خلال الحرب العالمية الثانية (1939م ـ 1945م) قائدًا لطائرة مائية من طراز سندرلاند، ومُنح وسام الطيران المتميّز.

## وصلات خارجية
- إيفان ساوثول على موقع IMDb (الإنجليزية)
- إيفان ساوثول على موقع الموسوعة البريطانية (الإنجليزية)
- إيفان ساوثول  على قاعدة بيانات الخيال التأملي على الإنترنت